# 63Y busz (Pécs)
A pécsi 63Y jelzésű autóbusz Málom feltárójárata volt, Kertváros autóbusz-állomás, a régi község, valamint a Malomvölgyi úti és a rózsadombi lakótelepek kapcsolatát látta el. Annyiban különbözött a 63-astól, hogy ez a járat a 61Y útvonalán jutott el a Malomvölgyi úti fordulóhoz. A járat 17 perc alatt ért fel a Fagyöngy utcai végállomásához, innen 62-es jelzéssel tértek vissza Kertvárosba. A járat lényegében egy összevont 61Y-62-es volt, amely csak este 7 óra után, az esti órákban közlekedett.

## Története
Az első összevont járat 1995-ben a nyári menetrenddel indult 61Y62-es jelzéssel a Nevelési Központtól, és a sikerre való tekintettel azóta közlekedik. Miután összevonták a két kertvárosi végállomást 2006-ban, megkapta a 63Y jelzését.

## Útvonala
| Kertváros – Malomvölgyi út – Fagyöngy utca: |
| --- |
| - Kertváros - Sztárai Mihály út - Nagy Imre út - Malomvölgyi út - Felső utca - Alsó utca - Malomvölgyi út - Illyés Gyula utca - Fagyöngy utca forduló |

## Megállóhelyei
| 63Y (Kertváros → Fagyöngy utca) |                          |                                                              |                                              |
| Perc (↓)                        | Megállóhely              | Átszállási kapcsolatok a járat megszűnésekor                 | Létesítmények                                |
| 0                               | Kertváros végállomás     | 3, 6, 7, 55, 55Y, 61, 61Y, 62, 63, 71, 72, 89, 89A, 161, 162 | Autóbusz-állomás, FEMA                       |
| 1                               | Csontváry utca           | 1, 3, 50, 55, 60, 61, 61Y, 62, 63, 71, 72, 89, 89A, 161, 162 | Apáczai Csere János Nevelési Központ         |
| 4                               | Málom italbolt           | 61Y, 63                                                      |                                              |
| 5                               | Málom tejcsarnok         | 61Y, 63                                                      |                                              |
| 7                               | Malomvölgyi út           | 61, 61Y, 63, 71, 161                                         | Kis gyaloglással: Malomvölgyi-tó             |
| 8                               | Derék-réti út            | 61, 61Y, 63, 71, 161                                         |                                              |
| 9                               | Eszék utca               | 61, 61Y, 63, 71, 161                                         | Simonyi Károly Szakközépiskola és Szakiskola |
| 11                              | Gadó utca                | 62, 63, 72, 162                                              |                                              |
| 12                              | Illyés Gyula utca I.     | 62, 63, 72, 162                                              | Illyés Gyula Általános Iskola                |
| 13                              | Illyés Gyula utca II.    | 62, 63, 72, 162                                              |                                              |
| 14                              | Fagyöngy utca végállomás | 62, 63, 72, 162                                              |                                              |